# Universidad de Mujeres Ewha
Universidad de Mujeres Ewha (en inglés Ewha Womans University) (en hangul, 이화여자대학교; en hanja, 梨花女子大學校) es una universidad privada para mujeres ubicada en Seúl, Corea del Sur, fundada en 1886 por Mary F. Scranton durante el mandato del Emperador Gojong, es primer emperador de Corea. Fue la primera universidad fundada en Corea del Sur.  Es el instituto más grande de educación para mujeres en el mundo y una de las más prestigiosas universidades en Corea del Sur.

## Historia
La Universidad de Mujeres Ewha traza sus raíces desde 31 de mayo de 1886 (Lee, 2001), cuando su fundadora, la estadounidense Mary F. Scranton inició la escuela misionera para niñas con solo una estudiante. El nombre Ewha, el cual significa "Flor de Pera", fue otorgado por el Emperador Gojong al año siguiente de su fundación. La imagen de la flor de pera está incorporado en el logotipo de la escuela.
La escuela comenzó a ofrecer cursos universitarios en 1910 con apenas 15 alumnas y cursos profesionales para mujeres en 1925. La sección de la escuela secundaria, ahora conocida como Ewha Girls 'High School (no debe confundirse con la Ewha Womans University High School, fundada en 1958), separada de la sección universitaria y que actualmente se encuentra en Jung-gu, Seúl. Ambas instituciones comparten el mismo lema y la imagen de "flores de pera" en sus logotipos.
De inmediato, tras la liberación de Corea el 15 de agosto de 1945, el colegio recibió el permiso del gobierno para convertirse en universidad. Fue la primera universidad de Corea del Sur creada oficialmente.
En 1996 abrió la Facultad de Ingeniería, la primera facultad de este tipo en una universidad de mujeres. En 2007 se crea el Scranton College, un colegio universitario especializado que incorpora la División de Estudios Internacionales.

## Mujeres pioneras
En Ewha se formaron mujeres pioneras en la historia de Corea: la primera médica de Corea, Esther Pak; La primera mujer de Corea en obtener un doctorado, Helen Kim; la primera abogada coreana, Lee Tai-young; la primera mujer magistrada en el Tribunal Constitucional, Jeon Hyo-sook, y la primera mujer que lideró un gobierno como primera ministra, Han Myeong-sook. Las "primeras" surgen, en parte, de la cultura conservadora de Corea que desanimó a muchas mujeres coreanas de asistir a universidades mixtas. El nuevo lema de Ewha, "Frontier Ewha", reivindica permanecer a la vanguardia de la educación de las mujeres en Corea.

## Población estudiantil

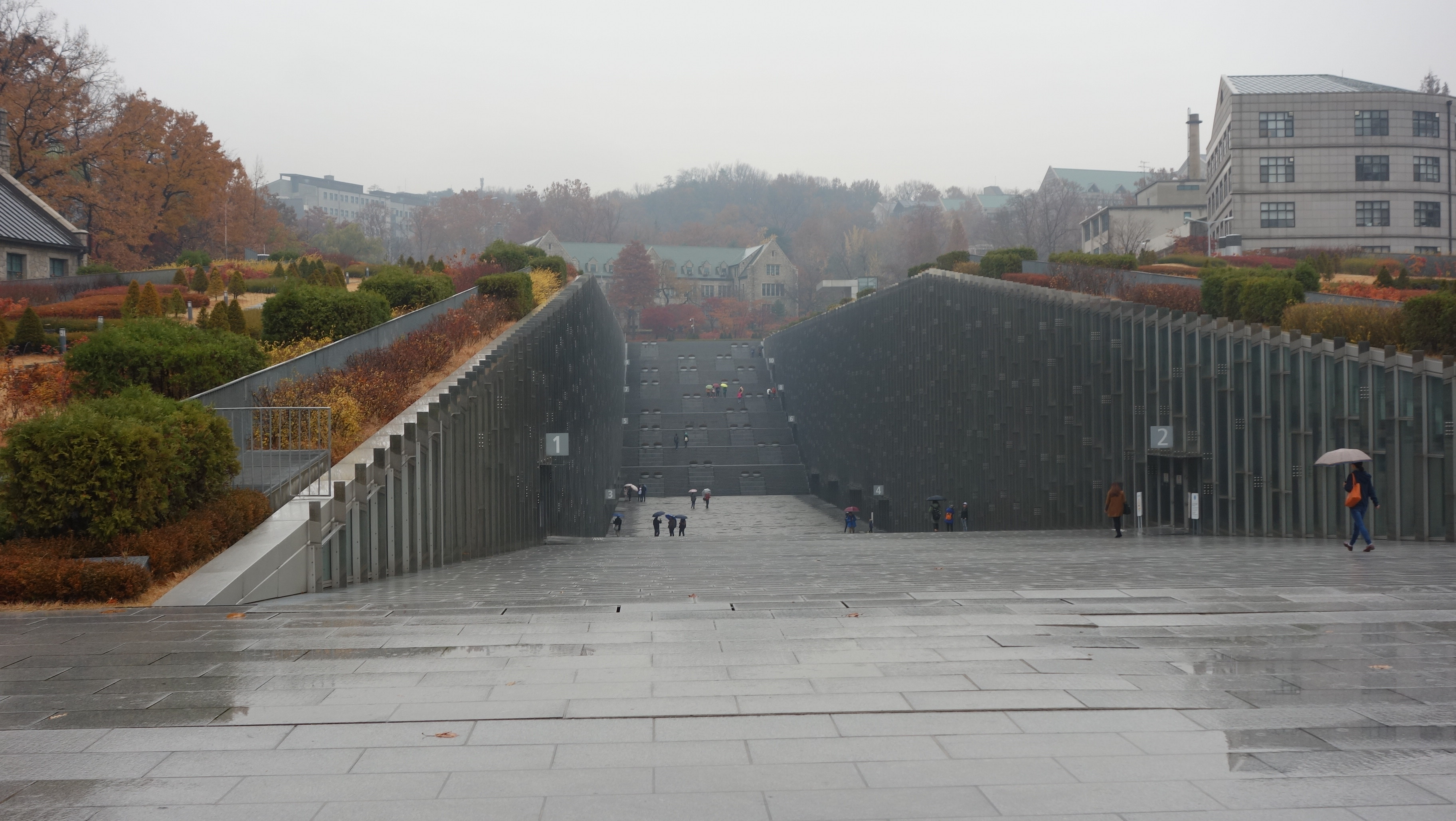
Ewha, Complejo de campus.

Según cifras proporcionadas por la universidad en abril de 2018, hay 21.596 estudiantes matriculados en la universidad.
Si bien no se dispone de cifras sobre el desglose por sexo del estudiantado, el periódico Korea JoongAng Daily informó que en 2003 había 10 estudiantes varones matriculados en ese momento. En 2009, Asian Correspondent informó que los estudiantes varones eran el 30% de todos los estudiantes extranjeros en la universidad.

## Colaboraciones

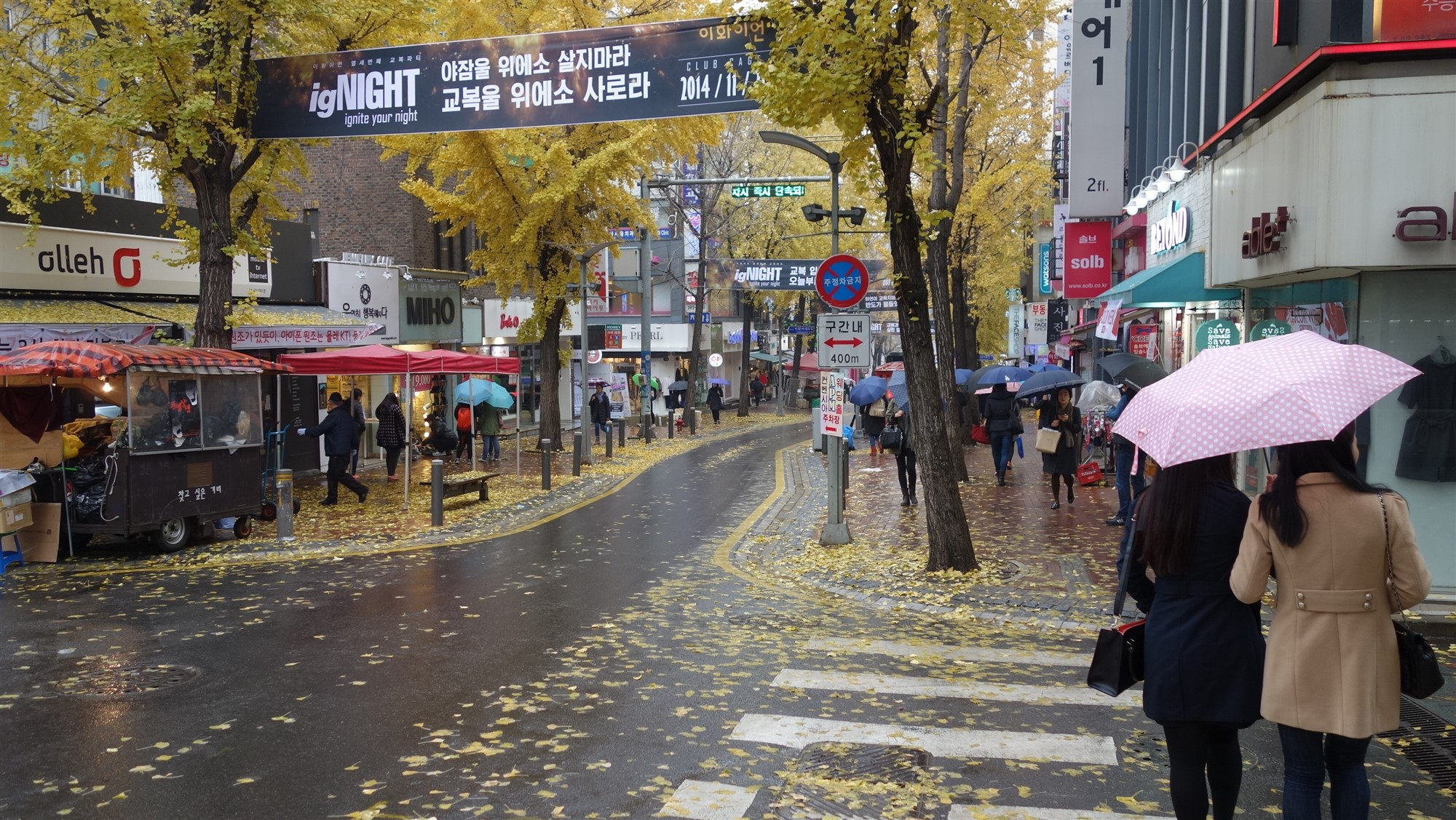
La calle cercana a Ewha.

La universidad colabora con alrededor 830 socios en 64 países que incluyen Universidad Nacional australiana, Cornell Universidad, Universidad Freie de Berlín, Ghent Universidad, Universidad de Harvard, Universidad de Indiana, Londres Universidad Rey de Londres, Universidad Tecnológica de Nanyang, Universidad de Pekín, Universidad de California, Irvine, Universidad Británica de Columbia, Universidad de Edimburgo, Universidad de Hong Kong, Uppsala Universidad, y Universidad de Waseda.

## Nombre
La universidad ahora explica su nombre peculiar diciendo que si bien la falta de un apóstrofe en "Womans University" es poco convencional, el uso de "Woman" en lugar de "Women" era normal en el pasado.
Afirma que el uso de "Womans" tiene un significado especial en el sentido de que los primeros fundadores de la universidad pensaban que todas las mujeres deben ser respetadas; para promover esta idea, eligieron la palabra "mujer" para evitar agrupar a los estudiantes bajo la palabra "mujeres". La afirmación no se ha fundamentado.

## Museo Ewha Womans University
El Museo de la Universidad de Mujeres Ewha abrió en abril de 1935. Tiene una amplia gama de objetos que datan desde la prehistoria. la historia, pinturas, cerámicas, artesanías y artículos folclóricos, además de arte moderno y contemporáneo. Su colección principal es el Tesoro Nacional Coreano No. 107 de porcelana blanca y jarras de hierro. En los años 50 recibió una donación de varios cientos de piezas de Helen Kim, la presidenta de Ewha. El museo consta de una sala de exposiciones permanente, una sala de exposiciones de planificación, una sala de exposiciones de donaciones y el museo de arte Damin Goksik.

## Oferta Académica
Licenciaturas
- Literatura de Lengua Coreana
- Literatura de Lengua China
- Literatura de Lengua Inglesa
- Literatura de Lengua Francesa
- Literatura de Lengua Alemana
- Estudios cristianos
- Filosofía
- Historia
- Historia del Arte
- Ciencias políticas & Relaciones Internacionales
- Administración pública
- Economía
- Ciencias de Información & Bibliotecología
- Sociología
- Bienestar social
- Psicología
- Estudios del consumidor
- Comunicación
- Desarrollo de niños
- Estudios de Corea del Norte
- Educación
- Educación de Niñez Temprana
- Educación elemental
- Tecnología educativa
- Educación especial
- Educación inglesa
- Departamento de Educación de Estudios Sociales
- Educación coreana
- Desórdenes de comunicación
- Leyes
- Administración empresarial
- Administración de Oficina internacional
- Terapia de música
- Matemática
- Estadística
- Física
- Química & Nanociencia
- Ciencias de vida
- División de Vida & Ciencias Farmacéuticas
- Ciencias farmacéuticas
- Ciencia Farmacéutica Industrial
- Educación de ciencias
- Educación de matemáticas
- Administración de Educación & Salud
- Enfermería
- Ciencia nutritiva & Administración Alimentaria
- División de Eco-Ciencia
- Ciencias médicas
- Bio Ciencia inspirada
- Ciencias Cognitivas
- Ingeniería e Informática
- Ingeniería en electrónica
- Arquitectura
- Ingeniería arquitectónica
- Ingeniería de Ciencia & medioambiental
- Ingeniería de Ciencia & atmosférica
- Tecnología de Ciencia & alimentaria
- Medios de comunicación digitales
- Música
- Bellas artes
- Diseño
- Ropa & Textiles
- Baile
- Estudios de Movimiento humano
- Medicina
- Estudios de área
- Estudios Bioéticos de política
- Estudios de asiáticos del este
- Educación dotada
- Ingeniería medioambiental y Arquitectura para Sostenibilidad
- Programa Interdisciplinario de Clima Económico.

Escuela de Licenciado profesional
- Estudios internacionales(GSIS)
- Interpretación & de traducción
- Negocios
- Medicina
- Leyes

Licenciaturas especiales
- Educación
- Diseño
- Bienestar social
- Teología
- Ciencias de políticas
- Artes escénicas
- Ciencias de Salud clínica
- Odontología Clínica
- Enseñando Lenguas Extranjeras

## Galería

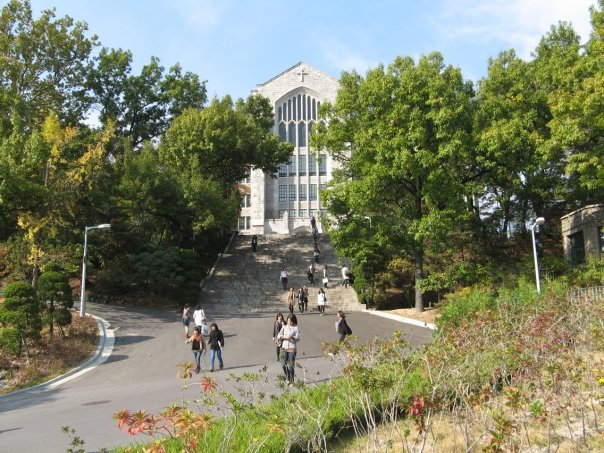
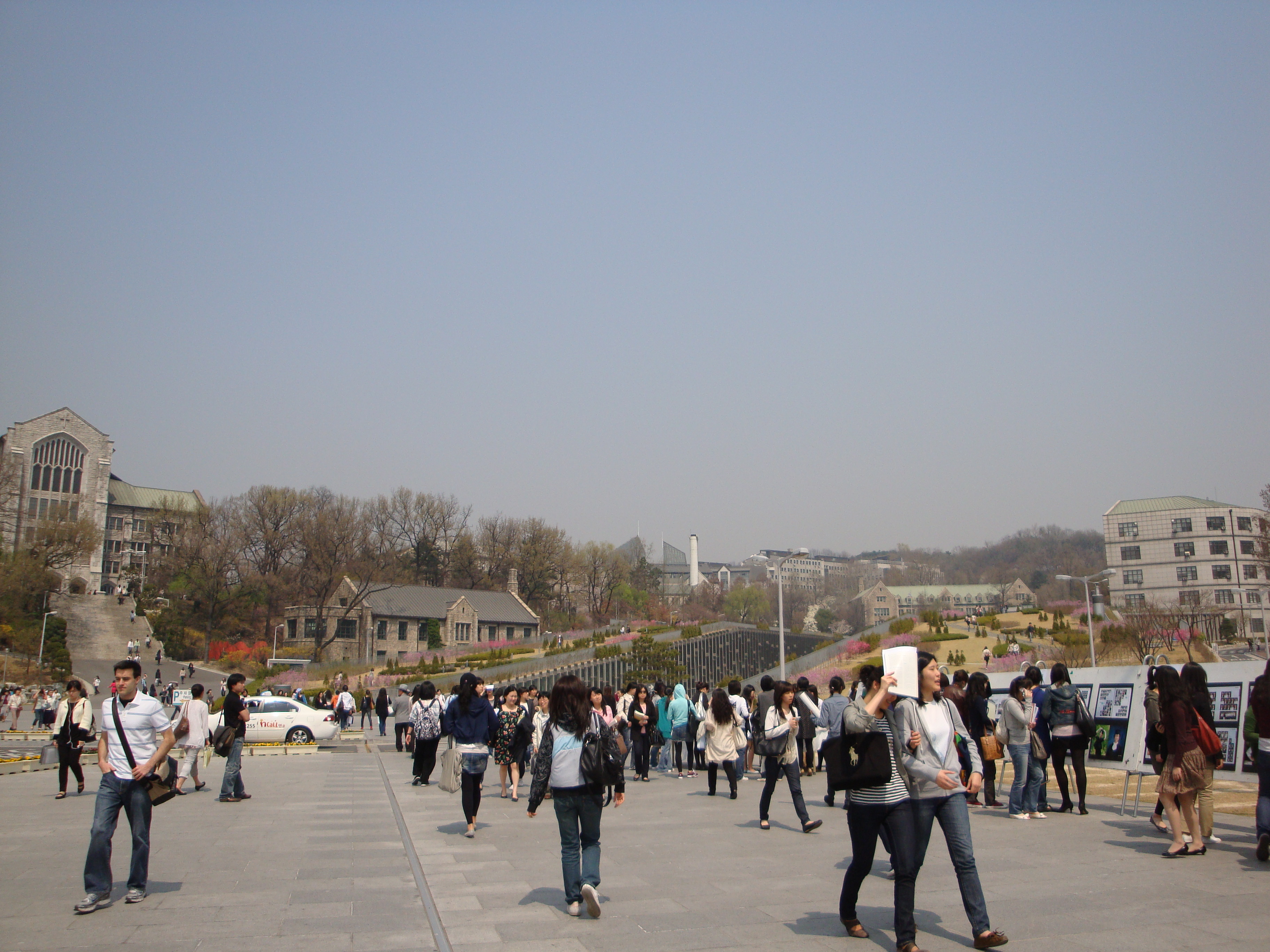
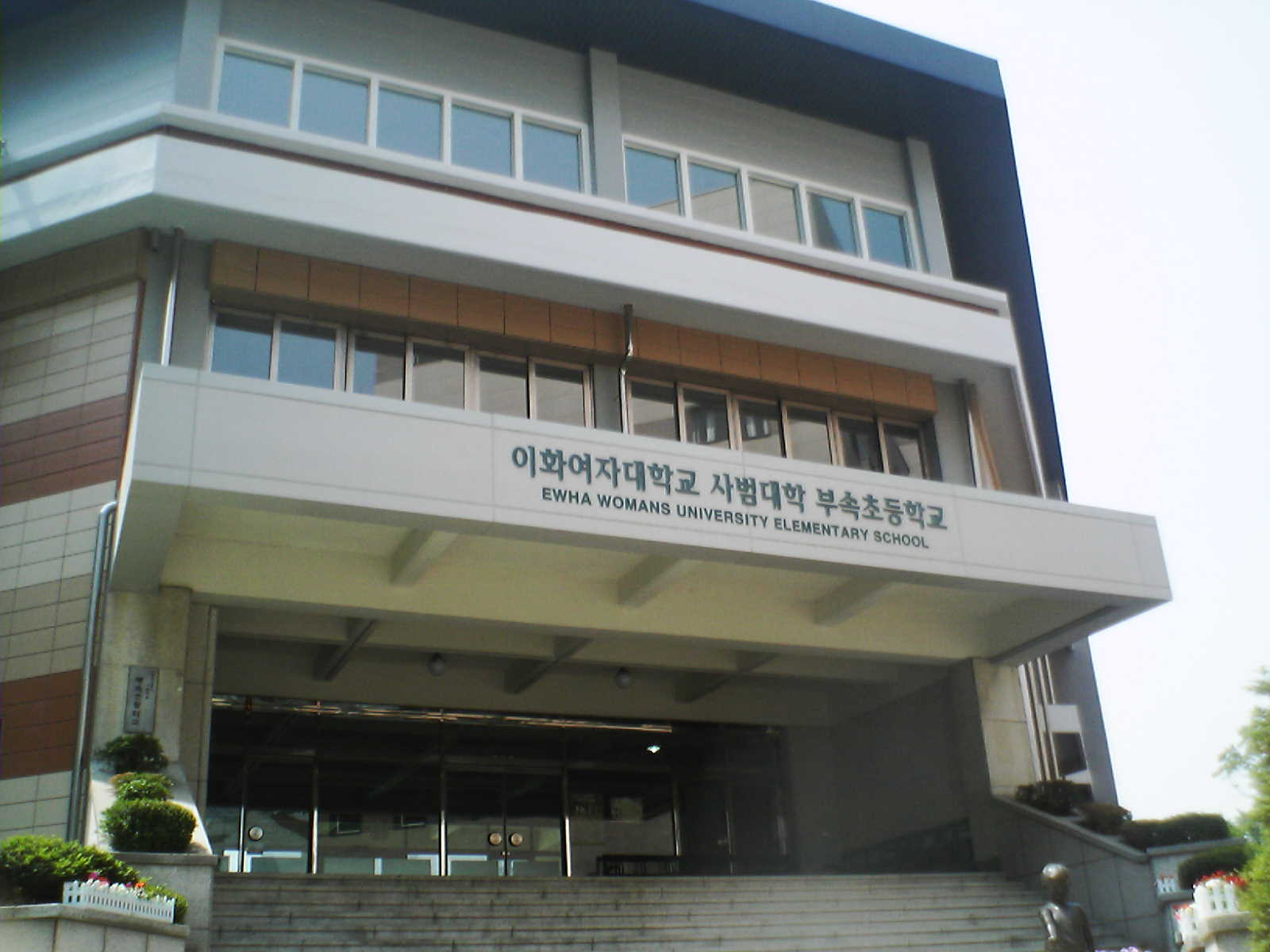
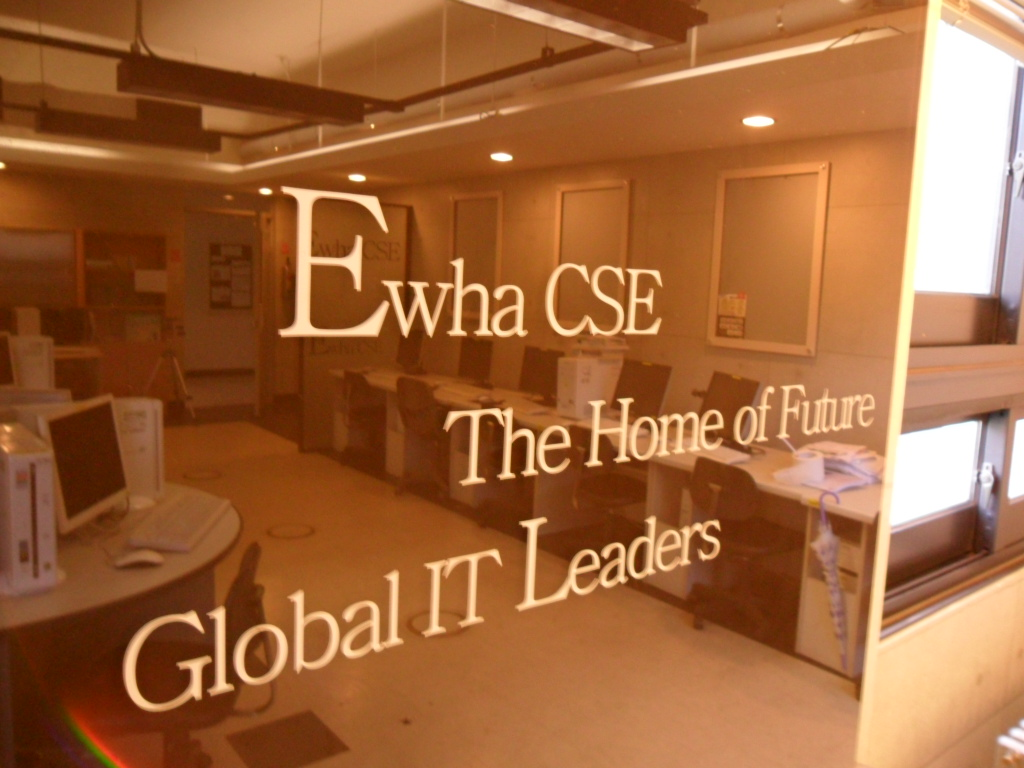
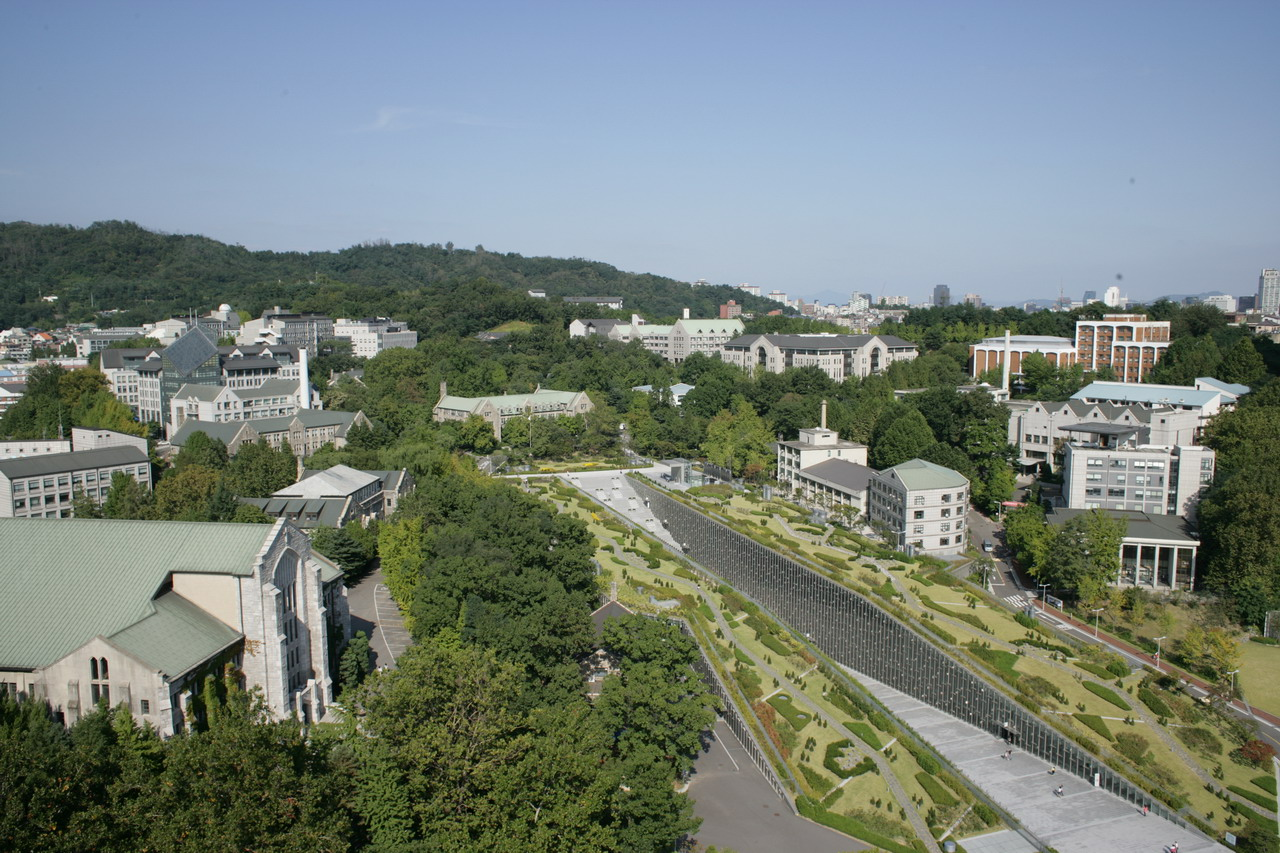